# Кашина Вирђинија (Новара)
Кашина Вирђинија је насеље у Италији у округу Новара, региону Пијемонт.
Према процени из 2011. у насељу је живело 16 становника. Насеље се налази на надморској висини од 325 м.